# كريل كبير العيون
ايفوزي كبير العيون أو كريل كبير العيون (الاسم العلمي:Nematoscelis megalops) هو نوع من الحيوانات البحرية يتبع جنس ايفوزي خيطي القدم من فصيلة الايفوزية.